# Gadê

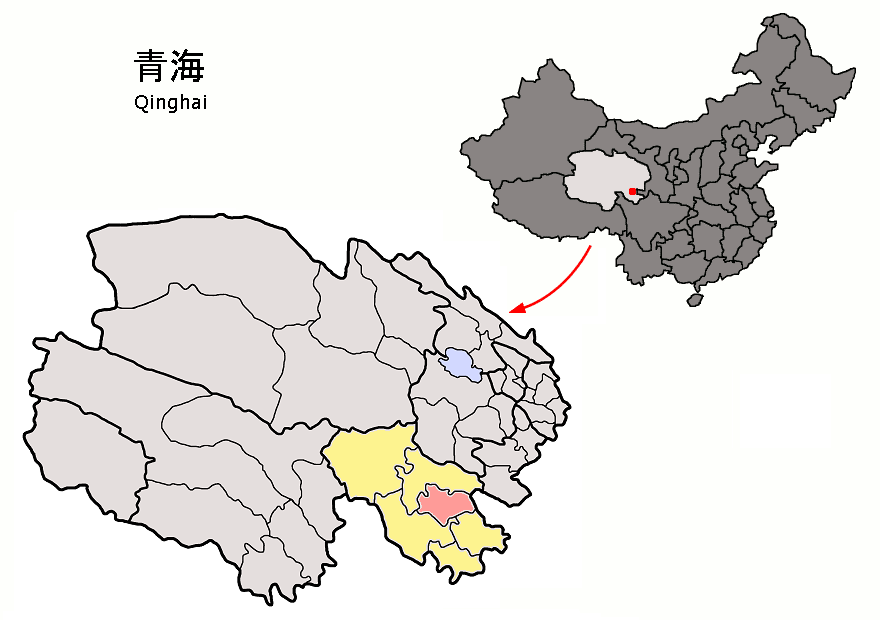
Lage des Kreises Gadê (rosa) in Golog (gelb)

Gadê (tibetisch དགའ་བདེ་རྫོང, Umschrift nach Wylie dga’ sde rdzong; chinesisch 甘德县, Pinyin Gāndé Xiàn) ist ein Kreis des Autonomen Bezirks Golog der Tibeter im Südosten der chinesischen Provinz Qinghai. Die Fläche beträgt 7.123 Quadratkilometer und die Einwohnerzahl 34.840 (Stand: Zensus 2010). 1999 betrug die Einwohnerzahl 23.687. Sein Hauptort ist die Großgemeinde Koqu (Kēqǔ Zhèn 柯曲镇).

## Administrative Gliederung
Auf Gemeindeebene setzt sich der Kreis aus einer Großgemeinde und sechs Gemeinden zusammen. Diese sind (Pinyin/chin.):
- Großgemeinde Kequ 柯曲镇

- Gemeinde Shanggongma 上贡麻乡
- Gemeinde Xiagongma 下贡麻乡
- Gemeinde Ganglong 岗龙乡
- Gemeinde Jiangqian 江千乡
- Gemeinde Xiazangke 下藏科乡
- Gemeinde Qingzhen 青珍乡